# Efstathios Boukouras
Efstathios „Stathis“ Boukouras (griechisch Ευστάθιος „Στάθης“ Μπούκουρας) ist Mitglied der griechischen nationalsozialistischen Partei Chrysi Avgi und seit der  griechischen Parlamentswahl im Mai 2012 Abgeordneter des griechischen Parlaments. Er wurde für den Wahlbezirk Korinthia gewählt und bei den vorgezogenen Parlamentswahlen im Juni desselben Jahres im Amt bestätigt. Bei den Wahlen 2015 wurde er nicht wiedergewählt.
Im August 2012 beteiligte er sich an Protesten gegen ein Asylbewerberheim in Korinth. Er blockierte dabei einen LKW, der Flüchtlinge transportierte.
Am 12. Januar 2014 wurde Boukouras inhaftiert; ihm wird die „Leitung einer kriminellen Vereinigung“ vorgeworfen. Außerdem steht er unter Verdacht, illegal Waffen für seine Partei gelagert und transportiert, Überfälle gegen Einwanderer organisiert und Schutzgeld erpresst zu haben.